# Imatge latent
En fotografia química és la imatge invisible que es forma a conseqüència de l'exposició en el material fotogràfic i que mitjançant el revelat es converteix en visible.
Aquesta imatge s'obté en els cristalls de les emulsions fotogràfiques quan la llum incedeix sobre els halurs d'argent d'aquests cristalls.
Quan la pel·lícula es submergeix en el revelador s'obté la imatge visible. Quan el material fotosensible entra en contacte amb la llum, es produeix una reacción física-química, en que la imatge latente es converteix en image visible. Això es produeix perquè en la pel·lícula hi ha un element sensible a la llum: l'halogenur de plata, que al estar en contacte amb la llum, aquest halogenur de plata provoca la imatge latente, que quan sumergim en el revelador convertirà l'halogenur en plata metàl·lica negra, que produeix la imatge visible.
Podem dividir la creació de la imatge latent en tres passos:
- Fenomen fotoquímic primari
- Corrent electrònica
- Corrent iònica